# Francis Marrache
Pour les articles homonymes, voir Marrache.
Les références contenues dans cet article à des textes publiés en caractères arabes ont été translittérées en caractères latins selon la norme ISO 233-2 (1993).
Francis ben Fathallah ben Nasrallah Marrache (en arabe : فرنسيس بن فتح الله بن نصر الله مرّاش), né en 1835 ou 1836 ou 1837 à Alep, où il mourut en 1873 ou 1874, fut un écrivain et poète syrien du XIXe siècle, du mouvement Nahda (la renaissance arabe), et un médecin. Il avait voyagé à travers le Moyen-Orient et visité la France dans sa jeunesse, et à la suite d'une formation médicale et d'une année de pratique à Alep, il partit étudier la médecine à Paris ; mais sa santé fragile et une cécité grandissante l'obligèrent à rentrer dans son pays natal, où il publia encore quelques œuvres avant sa mort précoce.
Néanmoins, il a pu être considéré comme le premier intellectuel arabe véritablement cosmopolite des temps modernes. En effet, Marrache défendit les principes de la Révolution française dans son œuvre, critiquant implicitement le gouvernement ottoman. Il fut aussi un acteur majeur de la familiarisation du Moyen-Orient au romantisme littéraire français, notamment par sa prose poétique et ses poèmes en prose, qui furent les premiers de ces genres dans la littérature arabe moderne, d'après Salma Khadra Jayyusi et Shmuel Moreh. Les sciences, l'histoire et la religion, traités sous une lumière épistémologique, sont des thèmes récurrents dans son œuvre. Son mode de réflexion et ses moyens innovants de l'exprimer eurent une influence considérable sur la pensée arabe contemporaine et sur les poètes du Mahjar.

## Biographie
Francis Marrache naît à Alep, en Syrie ottomane, dans une ancienne famille de marchands melchites connus pour leurs intérêts littéraires. Parvenue à une certaine aisance matérielle au XVIIIe siècle, sa famille traverse depuis néanmoins des troubles : un membre de sa famille, Botros Marrache, est martyrisé par des fondamentalistes orthodoxes en avril 1818. D'autres melchites sont exilés d'Alep durant les persécutions, dont le prêtre Jibraïl Marrache. Le père de Francis, Fathallah Marrache, essaie de désamorcer le conflit sectaire en écrivant un traité en 1849, dans lequel il rejette le Filioque. Il crée une grande bibliothèque privée, qui sert à l'éducation de ses trois enfants Francis, Abdallah et Mariana, notamment dans la langue arabe et la littérature.
Alep est à l'époque un grand pôle littéraire et philosophique de l'Empire ottoman, rassemblant de nombreux penseurs et écrivains soucieux de l'avenir des Arabes. C'est dans les écoles missionnaires françaises que les trois enfants Marrache apprennent l'arabe avec le français, et d'autres langues étrangères (l'italien et l'anglais). Mais Francis étudie d'abord la langue et la littérature arabes en privé. À quatre ans, Marrache ayant contracté la rougeole, souffre depuis de problèmes aux yeux qui empirent avec le temps. Espérant lui trouver un traitement, son père l'emmène donc à Paris en 1850 ; Francis y reste pour une année environ, après quoi il est renvoyé à Alep tandis que son père reste à Paris. En 1853, Francis accompagne son père une fois de plus, cette fois en voyage d'affaire pour plusieurs mois à Beyrouth, où la présence et l'influence culturelle des Européens est remarquable. Francis est exposé à un contact culturel similaire plus tard, lorsqu'il reçoit un enseignement privé en médecine pendant quatre ans de la part d'un médecin britannique, à Alep, développant alors un intérêt vif pour la science, et en particulier pour la médecine. En même temps, il écrit et publie plusieurs œuvres. Marrache pratiqua la médecine pendant une année environ ; cependant, considérant plus sûr pour son activité de devenir un médecin agréé par un État, il part à Paris en 1866 afin de poursuivre son éducation médicale dans une école. Mais sa santé fragile et sa cécité grandissante le forcent à interrompre ses études dans l'année qui suit son arrivée à Paris. Il revient à Alep aveugle, mais parvient néanmoins à dicter ses œuvres.

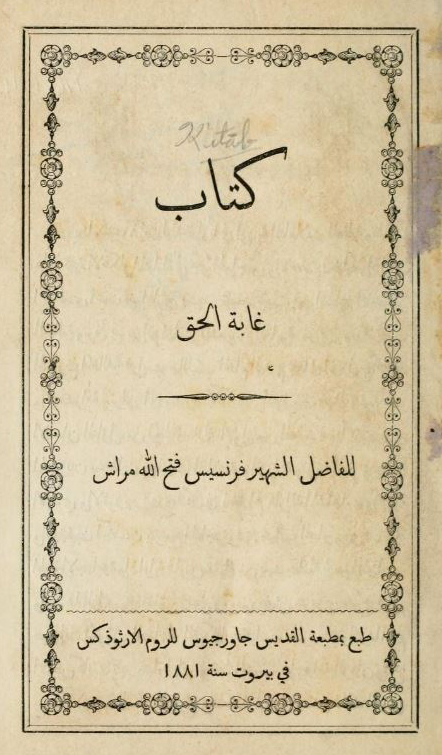
Page de titre d'une réimpression de ISO 233-2 (1993). de 1881.

Vers 1865, il publie Ġābaẗ al-ḥaqq, une allégorie relatant la vision apocalyptique d'une guerre entre un Royaume de la Liberté et un Royaume de l'Esclavage, qui se résout par la capture et le jugement du roi de celui-ci devant le Roi de la Liberté, la Reine de la Sagesse, le Vizir de la Paix et de l'Amour fraternel, et le Commandeur de l'Armée de la Civilisation, avec le Philosophe de la Cité de la Lumière, représentant l'auteur, pour conseiller, dans laquelle Marrache exprime des idées de réformes politiques et sociales, mettant en lumière le besoin des Arabes pour deux choses surtout : des écoles modernes et un patriotisme libéré de considérations religieuses. En 1870, en distinguant la notion de patrie de celle de nation et en appliquant celle-ci à la Grande Syrie, Marrache indiquerait la capacité de la langue, parmi d'autres facteurs, à contrebalancer les différences religieuses et sectaires, et ainsi, à définir une identité nationale.

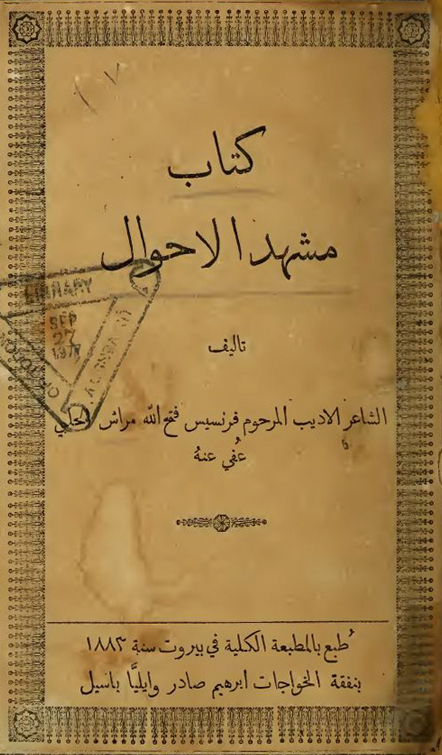
Page de titre d'une réimpression de ISO 233-2 (1993). de 1883.

En 1867, Marrache publie Riḥlaẗ Bārīs, un récit de son second voyage à Paris. Le récit commence par une description de sa progression d'Alep à Alexandrette, Lattaquié, Tripoli, Beyrouth, Jaffa, Alexandrie, Le Caire, et de retour à Alexandrie, d'où il aborde un bateau pour se rendre à Marseille, où il arrive en octobre 1866. Les villes arabes approchées lui inspirent révulsion ou indifférence, sauf Alexandrie et Le Caire, où Ismaïl Pacha a déjà entrepris des projets de modernisation. Il traverse ensuite la France, s'arrêtant à Lyon avant d'arriver à Paris. Marrache est fasciné par la France, et par Paris surtout ; tout ce qu'il décrit dans son récit, de l'exposition de 1867 à l'éclairage au gaz dans les rues, sert à célébrer les réussites de la civilisation occidentale. Dans Mašhad al-aḥwāl, publié en 1870, il compare encore l'Orient et l'Occident, mais l'optimisme qu'il exprimé à propos des premiers courants de réformes sous le règne du sultan Abdulaziz dans l'Empire ottoman y ont cédé au pessimisme, Marrache s'étant rendu compte que ces réformes sont superficielles et que celles qu'il a espérées ne seraient pas réalisées de sitôt. Cependant, dans Durr al-ṣadaf fī ġarā’ib al-ṣudaf, qu'il publie deux ans plus tard, il décrit la vie sociale libanaise de son époque et critique l'imitation aveugle des coutumes occidentales et l'usage de la langue française dans la vie de tous les jours.
Au cours de sa vie, Marrache a écrit de nombreux essais à propos de la science (notamment les mathématiques), et de l'éducation, sujet qui lui importait beaucoup ; en effet, il écrivit dans Ġābaẗ al-ḥaqq que « sans l'éducation de l'esprit, l'homme n'est qu'une bête sans esprit ». Il a publié de nombreux articles dans la presse populaire. Dans le journal Al-Ǧinān de Botros al-Bostani, il se montre favorable à l'éducation des femmes, qu'il restreint cependant à la lecture, l'écriture et un peu d'arithmétique, de géographie et de grammaire. Dans un numéro de 1872 d'Al-Ǧinān, il écrit qu'il n'est pas nécessaire qu'une femme « agisse comme un homme, néglige ses devoirs domestiques et familiaux, ou qu'elle se considère supérieure à l'homme » ; néanmoins, il suit de près les études de sa sœur Mariana. Dans ses dernières œuvres, il essaie de démontrer l'existence de Dieu et de la loi divine, la charia, telle qu'il la concevait, n'étant pas restreinte à la seule sphère de la loi islamique.

## Œuvres

### Liste

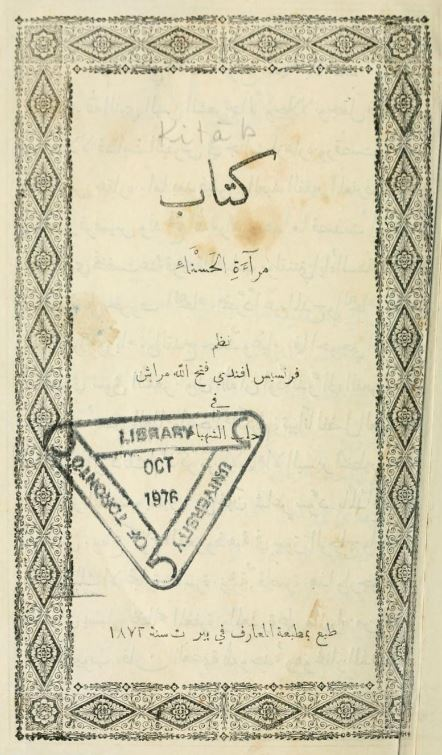
Page de titre de l'édition de ISO 233-2 (1993). de 1872.

| Titre                                             | Éditeur                   | Lieu de publication | Date de publication | Traduction du titre en français |
| ------------------------------------------------- | ------------------------- | ------------------- | ------------------- | ------------------------------- |
| Al-mir’āẗ al-ṣafiyyaẗ fī al-mabādi’ al-ṭabī‘iyyaẗ |                           | Alep                | 1861                |                                 |
| Dalīl al-ḥurriyyaẗ al-insāniyyaẗ                  |                           | Alep                | 1861                |                                 |
| Ta‘ziyyaẗ al-makrūb wa-rāḥaẗ al-mat‘ūb            |                           | Alep                | 1864                |                                 |
| Ġābaẗ al-ḥaqq fī tafṣīl al-aẖlāq al-fāḍilaẗ       |                           | Alep                | vers 1865           |                                 |
| Riḥlaẗ Bārīs                                      | Al-Maṭba‘aẗ al-šarafiyyaẗ | Beyrouth            | 1867                | Voyage de Paris                 |
| Kitāb dalīl al-ṭabī‘aẗ                            |                           |                     | vers 1867           |                                 |
| Al-kunūz al-fanniyyaẗ fī al-rumūz al-maymūniyyaẗ  |                           | Beyrouth            | 1870                |                                 |
| Mašhad al-aḥwāl                                   |                           | Beyrouth            | 1870                |                                 |
| Durr al-ṣadaf fī ġarā’ib al-ṣudaf                 |                           | Beyrouth            | 1872                |                                 |
| Mir’āẗ al-ḥasnā’                                  | Maṭba’aẗ al-ma’ārif       | Beyrouth            | 1872                | Le Miroir de la belle           |
| Šahādaẗ al-ṭabī‘aẗ fī wuǧūd Allâh wa-al-šarī‘aẗ   |                           | Beyrouth            | 1892 (posthume)     |                                 |

Textes publiés dans des périodiques
| Titre du texte               | Titre du périodique | Date de publication |
| ---------------------------- | ------------------- | ------------------- |
| الكون العاقل                 | الجنان              | 1870                |
| القرن التاسع عشر             | الجنان              | 1870                |
| التمدن والمتوحش              | الجنان              | 1870                |
| النور [١]                    | الجنان              | 1871                |
| النور [٢]                    | الجنان              | 1871                |
| الجرائد                      | الجنان              | 1871                |
| سياحة العقل                  | الجنان              | 1871                |
| رسالة من حلب                 | الجنان              | 1871                |
| السلوك                       | الجنان              | 1871                |
| يوم باريز                    | الجنان              | 1872                |
| موشح                         | الجنان              | 1872                |
| الأمانة                      | الجنان              | 1872                |
| المرأة بين الخشونة والتمدن   | الجنان              | 1872                |
| في تربية النساء              | الجنان              | 1872                |
| الأعيان                      | الجنان              | 1873                |
| الانسان                      | الجنان              | 1874                |
| حل لغز عبدالمجيد أفندي ناميه | الجنان              | 1874                |

### Style
Marrache a souvent inclus des poèmes dans ses œuvres, dans les formes du mouachah ou du zajal selon l'occasion. D'après Shmuel Moreh, Marrache a tenté de produire « une révolution dans la diction, les thèmes, la métaphore et l'imagerie » de la poésie arabe, au point de moquer parfois les thèmes poétiques conventionnels. Dans l'introduction de son recueil poétique Mirʾāẗ al-ḥasnāʾ, qui fut publié pour la première fois en 1872, Marrache rejeta même les genres traditionnels de la poésie arabe.

## Postérité
Selon Shmuel Moreh, Khalil Gibran a éprouvé beaucoup d'admiration pour Marrache, qu'il a lu au collège de la Sagesse à Beyrouth. D'après Shmuel Moreh, on peut retrouver en écho dans les œuvres de Gibran le style de Marrache et nombre des idées de celui-ci sur l'esclavage, l'éducation, la libération de la femme, la vérité, la bonté naturelle de l'homme et la morale corrompue de la société.